# Picot fosc
El picot fosc (Dendropicos griseocephalus) és una espècie d'ocell de la família dels pícids (Picidae) que habita la selva humida i boscos de rivera des d'Angola, sud-est i est de la República Democràtica del Congo, sud-oest d'Uganda, Ruanda, Burundi i sud i nord-est de Tanzània, Zàmbia i nord-oest de Malawi. Localment a Zimbàbue, extrem sud de Moçambic i Sud-àfrica.